# اعتلال العضلة القلبية المرتبط بفيروس نقص المناعة البشرية
تعتبر المشاكل القلبية أكثر شيوعًا عند الأشخاص المصابين بفيروس نقص المناعة البشرية/الإيدز. المرضى الذين يعانون من قصور البطين الأيسر من المقدر لهم أن يعيشوا 101 يومًا مقارنة مع 472 يومًا عند الأشخاص المصابين بالإيدز لكنهم يتمتعون بقلوب صحية. فيروس نقص المناعة البشرية هو سبب رئيسي لاعتلال العضلة القلبية. يعد النوع الأكثر شيوعًا من اعتلال العضلة القلبية الناجم عن فيروس نقص المناعة البشرية هو اعتلال العضلة القلبية التوسعي المعروف أيضًا باسم تضخم البطين والذي يؤدي إلى ضعف في تقلص البطينين بسبب زيادة الحجم. وُجد أن معدل الإصابة السنوي باعتلال عضلة القلب التوسعي المرتبط بفيروس نقص المناعة البشرية كان 15.9/1000 قبل إدخال العلاج الفعال بمضادات الفيروسات. ومع ذلك، في عام 2014، وجدت دراسة أن 17.6% من مرضى فيروس نقص المناعة البشرية يعانون من اعتلال عضلة القلب التوسعي (176/1000) مما يعني أن نسبة الإصابة قد زادت بشكل كبير.

## الأسباب
يمكن أن يكون اعتلال عضلة القلب التوسعي ناتجًا عن انصباب التامور أو التهاب الشغاف الخمجي، خاصةً عند متعاطي المخدرات عن طريق الحقن الوريدي وهو أمر شائع بين مرضى فيروس نقص المناعة البشرية.

### التهاب العضلة القلبية
تأكد وجود التهاب العضلة القلبية عند إجراء تشريح الجثة لدى 40-52% من المرضى الذين ماتوا بسبب الإيدز قبل إدخال العلاج بمضادات الفيروسات. التوكسوبلازما غوندي هي أكثر العوامل المعدية الانتهازية المرتبطة بالتهاب العضلة القلبية في الإيدز والتي حدثت في 12% من الوفيات الناجمة عن الإيدز بين عامي 1987-1991. يسبب التهاب العضلة القلبية بالتوكسوبلازما زيادة في الكرياتين كيناز (سي كي- إم بي). توضح الدراسات حول تفاعل البوليميراز المتسلسل ارتفاع معدل الإصابة بالفيروس المضخم للخلايا وفيروس نقص المناعة البشرية-1 عند مرضى الإيدز المصابين بالتهاب العضلة القلبية الليمفاوي وخلل شديد في البطين الأيسر. وبالتالي، فإنه يدعم الفرضية القائلة بأن فيروس نقص المناعة البشرية-1 له تأثير إمراضي ويؤثر على اعتلال عضلة القلب التوسعي. يبدو أن العدوى الفيروسية المرافقة (فيروس كوكساكي بي 3 والفيروس المضخم للخلايا) لها تأثير مهم إذ تُظهر سجلات تشريح الجثة أن 83% من مرضى التهاب عضلة القلب و50% من المصابين باعتلال عضلة القلب التوسعي قد أصيبوا بالفيروسات.

### اعتلال الدماغ
المرضى المصابون بفيروس نقص المناعة البشرية المترافق مع الاعتلال الدماغي أكثر عرضة للوفاة بسبب قصور القلب الاحتقاني مقارنة بمن لا يعانون من اعتلال الدماغ؛ وتقدر نسبة الخطر بنحو 3.4. يُفترض أن يكون اعتلال عضلة القلب والاعتلال الدماغي مرتبطين بخلايا تخزين فيروس نقص المناعة البشرية الموجودة في عضلة القلب والقشرة الدماغية والتي تحافظ على فيروس نقص المناعة البشرية-1 على أسطحها لفترات طويلة. كما أنها تفرز عامل نخر الورم ألفا وإنترلوكين-6 وإندوثيلين -1 وهي السيتوكينات السامة للخلايا التي تسبب تلف الأنسجة.

### السمية القلبية بالأدوية
زيدوفودين، مثال على نظير النيوكليوزيد وقد ثبت أنه يسبب: التهاب العضلة القلبية واعتلال العضلة القلبية التوسعي بالإضافة إلى زيادة في الكوليسترول الكلي والدهون الثلاثية وإل دي إل وإتش دي إل ومقاومة الأنسولين. مثبطات البروتياز هي مجموعة أخرى من الأدوية (مثل ريتونافير) التي يمكن أن يسبب مجموعة من المشاكل، مثل: الحثل الشحمي وتصلب الشرايين وزيادة الكوليسترول الكلي والدهون الثلاثية وإل دي إل وإتش دي إل ومقاومة الأنسولين. قد يسبب الأمفوتريسين ارتفاع ضغط الدم وبطء القلب بينما يمكن أن يسبب غانسيكلوفير تسرع القلب البطيني. يمكن أن يسبب إنترفيرون ألفا عدم انتظام ضربات القلب واحتشاء العضلة القلبية/نقص التروية.